# Семикаракорськ
Семикаракорськ — місто (з 1972) в Росії, в Ростовській області.
Адміністративний центр Семикаракорського району, а також Семикаракорського міського поселення.

## Географія
Семикаракорськ розташовано в центральній частині Ростовської області, на березі річки Дон. Через місто проходить траса «Ростов-на-Дону — Волгодонськ».
Відстань до обласного центру міста Ростова-на-Дону 129 км.

## Історія
Заснований 7 грудня 1672. Вперше згаданий в 1594 як Козаче містечко Семикаракори.
Назва Семикаракорськ часом викликає у приїжджих подив.
Місцеві жителі зазвичай пояснюють так: мовляв, жили в цих місцях сім братів-старовірів Каракорових, що втекли на вільний Дон від переслідувань, вони і заснували перше поселення. Втім, це всього лише легенда, з якою сперечаються історики. Так, фахівці вважають, що ім'я міста своїм походженням сягає в далеке минуле. Дослідники висловили думку, що назва Семикаракорськ — похідна від трьох слів тюркського кореня: « Семиз» — міцний, « кара» — чорний і « кала» — фортеця. Тобто " сильна чорна фортеця ". І дійсно, неподалік від нинішнього міста археологи виявили останки стародавнього хазарського укріплення.

## Економіка
Основу економіки району складають підприємства сільського господарства, переробної промисловості та будівельні організації.

### Підприємства міста
- М'ясопереробний комбінат «Семикаракорський»,
- ВАТ «Сироробний завод» Семикаракорський "",
- АТ «Харчовик»,
- ТОВ «Донський консервний завод»,
- ВАТ «Родник»,
- СПК «Рибколгосп імені Абрамова»,
- ЗАТ «Аксинья»/Семикаракорськ кераміка,
- ТОВ «Кочетовський Кут».

## Освіта
- 3 загальноосвітніх школи,
- Професійне училище ПУ-73,
- Сучасна гуманітарна академія,
- Навчально-консультаційний центр Ростовського інституту підвищення кваліфікації.